# Jamaal Bowman
Jamaal Anthony Bowman (Manhattan, New York, Amerikai Egyesült Államok, 1976 április 1. – ) amerikai politikus, a Demokrata Párt tagjaként New York állam 16. körzetének kongresszusi képviselője 2021 óta.

## Életpályája
Bowman 1976-ban született New York városának Yonkers külkerületében, a Bronxtól közvetlenül északra. Állami lakásokban, valamint szabályozott lakbérű lakásokban lakott gyermekkorában, egyedülálló édesanyja a postán dolgozott, hogy eltartsa Bowman-t és négy nővérét. Miután 1994-ben elvégezte érettségijét a New Jersey állambeli War Memorial High Schoolban 1994-ben, rövid ideig a Potomac State Junior College-ben tanult, mielőtt egyetemet váltott, és sportmenedzsmentből diplomázott a New Haven-i Egyetemről 1999-ben, játszott az iskola amerikaifutball csapatában is. P
edagógusként kezdte karrierjét, melynek első öt évében egy, a Bronx déli részén található állami iskolában dolgozott válságkezelő tanárként. Mesterdiplomáját tanácsadásból szerezte a Mercy College nevű intézményben 2006-ban.
2009-ben új középiskolát alapított a Bronxban, mely a holisztikus szemléleten keresztül oktatja a gyermekeket, és igyekszik így segíteni potenciáljuk elérését. Tíz évig volt iskolája igazgatója, ez idő alatt a kötelező szabványosított felmérések ellen kampányolt, mely rendszere véleménye szerint a fekete tanulók számára hátrányt okoz. 2019-ben doktori diplomát szerzett a Manhattanville College-ban, koncentrációja a pedagógusi vezetés volt, disszertációját a közösségalapú oktatásmodellről írta.
2020-ban indult New York állam 16. körzetének képviselőségéért, a Demokrata Párt előválasztásán a 16 terminus, 32 éve szolgáló Eliot Engelt győzte le, annak ellenére, hogy Bowman kampánymenedzsere szerint 5 millió dollárt költött az ellenük küzdő moderált Engel. A novemberi általános választásokon nem állított jelöltet a Republikánus Párt, így Bowman könnyedén győzött a Konzervatív Párt jelöltje, Patrick McManus ellen, megszerezve a szavazatok 84 százalékát 2022-ben az előválasztáson a szavazatok 64 százalékát megszerezve győzte le ellenfeleit, az általános választásokon pedig a republikánus jelölt, Miriam Levitt Flisser ellen aratott győzelmet.

## Politikája
Bowman progresszív platformja kiemeli az oktatás, az egészségügy és a környezetvédelem reformját, emiatt támogatja a Medicare For All-t, mely az egészségügyellátást általánossá tenné, valamint a Green New Deal-t, Alexandria Ocasio-Cortez képviselő törvényjavaslatát, mely a teljeskörű átállást ajánl a megújuló forrásokból származó energiára. A Kongresszusban tagja volt a Squadnak, mely egy, progresszív képviselők alkotta csoport. Tagja az Amerikai Demokratikus Szocialisták szervezetnek.

## Tűzjelző botrány
2023. szeptember 30-án, miközben a demokrata képviselők egy kormányzati leállást elkerülő törvényjavaslat megszavazásának késleltetésén dolgoztak, Bowman meghúzott egy tűzjelzőt a Cannon House irodaházában. Bowman tette miatt az épületet másfél órára ki kellett üríteni. Bowman kezdetben azt állította, hogy véletlenül indította el a riasztót, mondván: „Azt hittem, a riasztó kinyitja az ajtót.” Hivatala „javasolt álláspontokat” adott ki a történtekről politikai szövetségesei számára. Ezek az álláspontok megismételték Bowman állítását, miszerint véletlenül indította el a riasztót. Emellett a javasolt álláspontok néhány republikánust „náciknak” neveztek. Az akkori házelnök, Kevin McCarthy azt állította, hogy Bowman a tűzjelző aktiválásával a szavazást akarta késleltetni, és ígéretet tett arra, hogy Bowman büntetést kap. Más képviselőházi republikánusok különböző fegyelmi intézkedéseket javasoltak, az elítéléstől a kizárásig.
A Capitoliumi Rendőrség vizsgálata után Bowman elfogadott egy alkut, amelynek keretében bűnösnek vallotta magát a tűzjelző hamis meghúzása vétségében. Kifizette a maximális, 1000 dolláros bírságot, és bocsánatkérő levelet írt a rendőrségnek. Cserébe az ügyészek beleegyeztek, hogy három hónap múlva ejtik a vádakat.
December 7-én a Képviselőház elítélte Bowmant a tűzjelző botrányban való magatartása miatt. A szavazás 214-191 arányú volt, három demokrata csatlakozott a képviselőházi republikánusokhoz Bowman elítélésében. Ezt követően a képviselőház Etikai Bizottsága ejtette Bowman cselekedeteinek felülvizsgálatát, mivel az ügy elavulttá vált.